# پائولو رادمیلوویچ
پائولو رادمیلوویچ (به انگلیسی: Paulo Radmilovic) ورزشکار مرد رشتهٔ واترپلو اهل کشور بریتانیای کبیر است. وی در بین سال‌های ‎۱۹۰۸ تا ۱۹۲۰ میلادی در مسابقات بازی‌های المپیک تابستانی در مجموع ۴ مدال طلا را کسب کرد.